# Сообразительний (есмінець, 1939)
«Сообразительний» (рос. «Сообразительный») — військовий корабель, ескадрений міноносець проєкту 7-У військово-морського флоту СРСР часів Другої світової війни.
Есмінець «Сообразительний» 3 березня 1939 року закладений на верфі ССЗ № 200 у Миколаєві, 26 серпня 1939 року спущений на воду. 7 червня 1941 року корабель уведений до складу радянського Чорноморського флоту.

## Бойовий шлях
26 червня 1941 року «Сообразительний» разом з крейсером «Ворошилов», лідерами проєкту 1 «Харків» та «Москва» і есмінцем «Смишлений» брав участь у рейді на Констанцу. Румуни очікували радянського рейду, і їхня оборона, що складалася з корабля «Регіна Марія», лідера флотилії «Марашті» та важких гармат німецької берегової артилерійської батареї, була готова до зустрічі з радянськими кораблями. За десять хвилин, починаючи з 03:58, «Москва» і «Харків» випустили не менше 350 снарядів зі своїх 130-мм гармат. Два румунські військові кораблі відкрили вогонь у відповідь зі своїх 120-мм гармат на відстані від 11 000 до 16 000 м, але лише підбили грот-щоглу «Москви». Два радянські кораблі виднілися на світанку, в той час як румунські кораблі були сховані на узбережжі. Потужний і точний вогонь сил Осі змусив «Москву» і «Харків» почати відступати, створюючи димову завісу. Відступаючи, вони потрапили на румунське мінне поле, і «Москва» затонула, підірвавшись на міні.